# Nascar Sprint Cup Series 2015
Nascar Sprint Cup Series 2015 var den 67:e upplagan av den främsta divisionen av professionell stockcarracing i USA som arrangeras av National Association for Stock Car Auto Racing.
Säsongen startade på Daytona International Speedway med uppvisningsloppen Sprint Unlimited 14 februari  och Budweiser Duels 19 februari, vilket även var kvallopp till den 57:e upplagan av Daytona 500. Säsongen avslutades 22 november på Homestead-Miami Speedway med Ford Ecoboost 400. Förarmästerskapet vanns av Kyle Busch. Märkesmästerskapet vanns av Chevrolet.

## Tävlingskalender
| U                                                                                  | Sprint Unlimited                       | Daytona International Speedway, Daytona Beach, Florida | 14 februari   |
| KV                                                                                 | Budweiser Duels                        | Daytona International Speedway, Daytona Beach, Florida | 19 februari   |
| 1                                                                                  | Daytona 500                            | Daytona International Speedway, Daytona Beach, Florida | 22 februari   |
| 2                                                                                  | Folds of Honor QuikTrip 500            | Atlanta Motor Speedway, Hampton, Georgia               | 1 mars        |
| 3                                                                                  | Kobalt 400                             | Las Vegas Motor Speedway, Las Vegas, Nevada            | 8 mars        |
| 4                                                                                  | Campingworld.com 500                   | Phoenix International Raceway, Avondale, Arizona       | 15 mars       |
| 5                                                                                  | Auto Club 400                          | Auto Club Speedway, Fontana, Kalifornien               | 22 mars       |
| 6                                                                                  | STP 500                                | Martinsville Speedway, Ridgeway, Virginia              | 29 mars       |
| 7                                                                                  | Duck Commander 500                     | Texas Motor Speedway, Fort Worth, Texas                | 11 april      |
| 8                                                                                  | Food City 500                          | Bristol Motor Speedway, Bristol, Tennessee             | 19 april      |
| 9                                                                                  | Toyota Owners 400                      | Richmond International Raceway, Richmond, Virginia     | 25 26 april   |
| 10                                                                                 | Geico 500                              | Talladega Superspeedway, Lincoln, Alabama              | 3 maj         |
| 11                                                                                 | SpongeBob SquarePants 400              | Kansas Speedway, Kansas City, Kansas                   | 9–10 maj      |
|                                                                                    | Sprint Showdown                        | Charlotte Motor Speedway, Concord, North Carolina      | 15 maj        |
|                                                                                    | Nascar Sprint All-Star Race            | Charlotte Motor Speedway, Concord, North Carolina      | 16 maj        |
| 12                                                                                 | Coca-Cola 600                          | Charlotte Motor Speedway, Concord, North Carolina      | 24 maj        |
| 13                                                                                 | Fedex 400 benefiting Autism Speaks     | Dover International Speedway, Dover, Delaware          | 31 maj        |
| 14                                                                                 | Axalta "We Paint Winners" 400          | Pocono Raceway, Long Pond, Pennsylvania                | 7 juni        |
| 15                                                                                 | Quicken Loans 400                      | Michigan International Speedway, Brooklyn, Michigan    | 14 juni       |
| 16                                                                                 | Toyota/Save Mart 350                   | Sonoma Raceway, Sonoma, Kalifornien                    | 28 juni       |
| 17                                                                                 | Coke Zero 400                          | Daytona International Speedway, Daytona Beach, Florida | 5 juli        |
| 18                                                                                 | Quaker State 400                       | Kentucky Speedway, Sparta, Kentucky                    | 11 juli       |
| 19                                                                                 | 5-hour Energy 301                      | New Hampshire Motor Speedway, Loudon, New Hampshire    | 19 juli       |
| 20                                                                                 | Crown Royal presents the Jeff Kyle 400 | Indianapolis Motor Speedway, Speedway, Indiana         | 26 juli       |
| 21                                                                                 | Windows 10 400                         | Pocono Raceway, Long Pond, Pennsylvania                | 2 augusti     |
| 22                                                                                 | Cheez-It 355 at The Glen               | Watkins Glen International, Watkins Glen, New York     | 9 augusti     |
| 23                                                                                 | Pure Michigan 400                      | Michigan International Speedway, Brooklyn, Michigan    | 16 augusti    |
| 24                                                                                 | Irwin Tools Night Race                 | Bristol Motor Speedway, Bristol, Tennessee             | 22 augusti    |
| 25                                                                                 | Bojangles' Southern 500                | Darlington Raceway, Darlington, South Carolina         | 6 september   |
| 26                                                                                 | Federated Auto Parts 400               | Richmond International Raceway, Richmond, Virginia     | 12 september  |
| Chase for the Sprint Cup                                                           |                                        |                                                        |               |
| Första elimineringsrundan med 16 förare kvar med möjlighet att vinna mästerskapet. |                                        |                                                        |               |
| 27                                                                                 | myAFibRisk.com 400                     | Chicagoland Speedway, Joliet, Illinois                 | 20 september  |
| 28                                                                                 | Sylvania 300                           | New Hampshire Motor Speedway, Loudon, New Hampshire    | 27 september  |
| 29                                                                                 | AAA 400                                | Dover International Speedway, Dover, Delaware          | 4 oktober     |
| Andra elimineringsrundan med 12 förare kvar med möjlighet att vinna mästerskapet.  |                                        |                                                        |               |
| 30                                                                                 | Bank of America 500                    | Charlotte Motor Speedway, Concord, North Carolina      | 10 11 oktober |
| 31                                                                                 | Hollywood Casino 400                   | Kansas Speedway, Kansas City, Kansas                   | 18 oktober    |
| 32                                                                                 | Campingworld.com 500                   | Talladega Superspeedway, Lincoln, Alabama              | 25 oktober    |
| Tredje elimineringsrundan med 8 förare kvar med möjlighet att vinna mästerskapet.  |                                        |                                                        |               |
| 33                                                                                 | Goody's Headache Relief Shot 500       | Martinsville Speedway, Ridgeway, Virginia              | 1 november    |
| 34                                                                                 | AAA Texas 500                          | Texas Motor Speedway, Fort Worth, Texas                | 8 november    |
| 35                                                                                 | Quicken Loans Race for Heroes 500      | Jeff Gordon Raceway, Avondale, Arizona                 | 15 november   |
| Finallopp med 4 förare kvar med möjlighet att vinna mästerskapet.                  |                                        |                                                        |               |
| 36                                                                                 | Ford EcoBoost 400                      | Homestead-Miami Speedway, Homestead, Florida           | 22 november   |

## Resultat
| Nr                                                                                 | Tävling                            | Pole position      | Flest ledda varv   | Vinnare            | Konstruktör | Rapport |
| ---------------------------------------------------------------------------------- | ---------------------------------- | ------------------ | ------------------ | ------------------ | ----------- | ------- |
| U                                                                                  | Sprint Unlimited                   | Paul Menard        | Martin Truex Jr.   | Matt Kenseth       | Toyota      | Rapport |
| KV                                                                                 | Budweiser Duel 1                   | Jeff Gordon        | Matt Kenseth       | Dale Earnhardt Jr. | Chevrolet   | Rapport |
| KV                                                                                 | Budweiser Duel 2                   | Jimmie Johnson     | Jimmie Johnson     | Jimmie Johnson     | Chevrolet   | Rapport |
| 1                                                                                  | Daytona 500                        | Jeff Gordon        | Jeff Gordon        | Joey Logano        | Ford        | Rapport |
| 2                                                                                  | Folds of Honor QuikTrip 500        | Joey Logano        | Kevin Harvick      | Jimmie Johnson     | Chevrolet   | Rapport |
| 3                                                                                  | Kobalt 400                         | Jeff Gordon        | Kevin Harvick      | Kevin Harvick      | Chevrolet   | Rapport |
| 4                                                                                  | Campingworld.com 500               | Kevin Harvick      | Kevin Harvick      | Kevin Harvick      | Chevrolet   | Rapport |
| 5                                                                                  | Auto Club 400                      | Kurt Busch         | Kurt Busch         | Brad Keselowski    | Ford        | Rapport |
| 6                                                                                  | STP 500                            | Joey Logano        | Kevin Harvick      | Denny Hamlin       | Toyota      | Rapport |
| 7                                                                                  | Duck Commander 500                 | Kurt Busch         | Jimmie Johnson     | Jimmie Johnson     | Chevrolet   | Rapport |
| 8                                                                                  | Food City 500                      | Matt Kenseth       | Kevin Harvick      | Matt Kenseth       | Toyota      | Rapport |
| 9                                                                                  | Toyota Owners 400                  | Joey Logano        | Kurt Busch         | Kurt Busch         | Chevrolet   | Rapport |
| 10                                                                                 | Geico 500                          | Jeff Gordon        | Dale Earnhardt Jr. | Dale Earnhardt Jr. | Chevrolet   | Rapport |
| 11                                                                                 | SpongeBob SquarePants 400          | Joey Logano        | Martin Truex Jr.   | Jimmie Johnson     | Chevrolet   | Rapport |
|                                                                                    | Nascar Sprint All-Star Race        | Denny Hamlin       | Brad Keselowski    | Denny Hamlin       | Toyota      | Rapport |
| 12                                                                                 | Coca-Cola 600                      | Matt Kenseth       | Martin Truex Jr.   | Carl Edwards       | Toyota      | Rapport |
| 13                                                                                 | Fedex 400 benefiting Autism Speaks | Denny Hamlin       | Martin Truex Jr.   | Jimmie Johnson     | Chevrolet   | Rapport |
| 14                                                                                 | Axalta "We Paint Winners" 400      | Kurt Busch         | Martin Truex Jr.   | Martin Truex Jr.   | Chevrolet   | Rapport |
| 15                                                                                 | Quicken Loans 400                  | Kasey Kahne        | Kevin Harvick      | Kurt Busch         | Chevrolet   | Rapport |
| 16                                                                                 | Toyota/Save Mart 350               | A. J. Allmendinger | Jimmie Johnson     | Kyle Busch         | Toyota      | Rapport |
| 17                                                                                 | Coke Zero 400                      | Dale Earnhardt Jr. | Dale Earnhardt Jr. | Dale Earnhardt Jr. | Chevrolet   | Rapport |
| 18                                                                                 | Quaker State 400                   | Kyle Larson        | Kyle Busch         | Kyle Busch         | Toyota      | Rapport |
| 19                                                                                 | 5-hour Energy 301                  | Carl Edwards       | Brad Keselowski    | Kyle Busch         | Toyota      | Rapport |
| 20                                                                                 | Brickyard 400                      | Carl Edwards       | Kevin Harvick      | Kyle Busch         | Toyota      | Rapport |
| 21                                                                                 | Windows 10 400                     | Kyle Busch         | Joey Logano        | Matt Kenseth       | Toyota      | Rapport |
| 22                                                                                 | Cheez-It 355 at The Glen           | A. J. Allmendinger | Kevin Harvick      | Joey Logano        | Ford        | Rapport |
| 23                                                                                 | Pure Michigan 400                  | Matt Kenseth       | Matt Kenseth       | Matt Kenseth       | Toyota      | Rapport |
| 24                                                                                 | Irwin Tools Night Race             | Denny Hamlin       | Kyle Busch         | Joey Logano        | Ford        | Rapport |
| 25                                                                                 | Bojangles' Southern 500            | Brad Keselowski    | Brad Keselowski    | Carl Edwards       | Toyota      | Rapport |
| 26                                                                                 | Federated Auto Parts 400           | Joey Logano        | Matt Kenseth       | Matt Kenseth       | Toyota      | Rapport |
| Chase for the Sprint Cup                                                           |                                    |                    |                    |                    |             |         |
| Första elimineringsrundan med 16 förare kvar med möjlighet att vinna mästerskapet. |                                    |                    |                    |                    |             |         |
| 27                                                                                 | myAFibRisk.com 400                 | Kevin Harvick      | Kyle Busch         | Denny Hamlin       | Toyota      | Rapport |
| 28                                                                                 | Sylvania 300                       | Carl Edwards       | Kevin Harvick      | Matt Kenseth       | Toyota      | Rapport |
| 29                                                                                 | AAA 400                            | Matt Kenseth       | Kevin Harvick      | Kevin Harvick      | Chevrolet   | Rapport |
| Andra elimineringsrundan med 12 förare kvar med möjlighet att vinna mästerskapet.  |                                    |                    |                    |                    |             |         |
| 30                                                                                 | Bank of America 500                | Matt Kenseth       | Joey Logano        | Joey Logano        | Ford        | Rapport |
| 31                                                                                 | Hollywood Casino 400               | Brad Keselowski    | Matt Kenseth       | Joey Logano        | Ford        | Rapport |
| 32                                                                                 | Campingworld.com 500               | Jeff Gordon        | Dale Earnhardt Jr. | Joey Logano        | Ford        | Rapport |
| Tredje elimineringsrundan med 8 förare kvar med möjlighet att vinna mästerskapet.  |                                    |                    |                    |                    |             |         |
| 33                                                                                 | Goody's Headache Relief Shot 500   | Joey Logano        | Joey Logano        | Jeff Gordon        | Chevrolet   | Rapport |
| 34                                                                                 | AAA Texas 500                      | Brad Keselowski    | Brad Keselowski    | Jimmie Johnson     | Chevrolet   | Rapport |
| 35                                                                                 | Quicken Loans Race for Heroes 500  | Jimmie Johnson     | Kevin Harvick      | Dale Earnhardt Jr. | Chevrolet   | Rapport |
| Fjärde elimineringsrundan med 4 förare kvar med möjlighet att vinna mästerskapet.  |                                    |                    |                    |                    |             |         |
| 36                                                                                 | Ford EcoBoost 400                  | Denny Hamlin       | Brad Keselowski    | Kyle Busch         | Toyota      | Rapport |

### Märkesmästerskapet
| Pos     | Tillverkare | Vinster | Poäng |
| ------- | ----------- | ------- | ----- |
| 1       | Chevrolet   | 15      | 1584  |
| 2       | Toyota      | 14      | 1516  |
| 3       | Ford        | 7       | 1498  |
| Källor: |             |         |       |